# Lok, Levice
Lok este o comună slovacă, aflată în districtul Levice din regiunea Nitra. Localitatea se află la altitudinea de 179 m deasupra n.m., se întinde pe o suprafață de 17,2 km2 și în 2017 număra 955 de locuitori.

## Istoric
Localitatea Lok este atestată documentar din 1286.

## Demografie
| An:                | 1994 | 2004   | 2014   | 2024    |
| ------------------ | ---- | ------ | ------ | ------- |
| Număr de persoane: | 1014 | 980    | 958    | 1072    |
| Diferență:         |      | −3,35% | −2,24% | +11,89% |

| An:                | 2023 | 2024   |
| ------------------ | ---- | ------ |
| Număr de persoane: | 1082 | 1072   |
| Diferență:         |      | −0,92% |